# さよなら歌舞伎町
『さよなら歌舞伎町』（さよならかぶきちょう）は、廣木隆一監督による2015年公開の日本の映画（製作は2014年）。歌舞伎町のラブホテルでの1日を描いた群像劇である。
主演は染谷将太と前田敦子。

## あらすじ
一流ホテルで働くことを夢見る徹（染谷将太）は、自分が実際にはラブホテルの店長であることを、家族や恋人には伏せていた。ある日、彼の勤めるホテル・アトラスにアダルトビデオの撮影隊がやって来る。彼がピザを届けに部屋へ入ると、そこには妹の美優（樋井明日香）の姿があった。故郷の塩竈市で保育士を目指していた彼女は、東日本大震災で実家の工場が潰れたのち、東京でAV女優の職に就いたのだという。撮影後、帰途につく美優は徹に呼び止められ、最初の相手もAVだったのかと聞かれる。美優は首を横に振り、2人のあいだのわだかまりは消えてゆく。
徹と同棲している恋人の沙耶（前田敦子）は、音楽家としてメジャー・デビューを目指しているが、枕営業のため、音楽プロデューサーの竹中（大森南朋）とホテル・アトラスに入室する。沙耶は部屋の外で徹と口論したのち、竹中と関係をもつ。その後、竹中は「あまり無理するなよ」と沙耶に言い残し、部屋を出て行く。
里美（南果歩）は、駆け落ち相手の康夫（松重豊）をアパートメントに匿いながら、ホテル・アトラスの従業員として働いている。傷害事件で指名手配中の2人は、あと1日で時効成立を迎える。そんな折、夫と子供のいる刑事の理香子（河井青葉）が、同僚の竜平（宮崎吐夢）と入室する。里美の正体に気づいた理香子は、寿司を届けに来た里美を取り押さえ、部屋に引き入れる。逮捕に乗り気でない竜平は、里美と理香子を残して帰ってしまう。トイレに入った里美は康夫に電話し、ひとりで逃げるよう伝えたのち、携帯電話を破壊する。非常ベルが鳴らされた隙に、里美は理香子を振り切り、ホテルを飛び出して行く。
ブティック店を開業するという夢をもつヘナ（イ・ウンウ）は、不法残留により、近日中に韓国へ帰るつもりでいる。一方、蕎麦と日本酒の店の開店資金を貯めている恋人のチョンス（ロイ）は、もうしばらく朝鮮料理店で働くつもりでいる。チョンスは、眠っている彼女のバッグを探り、コールガールである彼女の名刺を見つける。日本での最後の出勤日に、ヘナはホテル・アトラスに入室する。ヘナは男の客に目隠しをさせられる。浴槽で体を洗われているうち、ヘナは男がチョンスであることに気づく。泣いて謝るヘナに、チョンスは、自分も女性客から金を受け取って関係をもったと告げる。2人は抱擁を交わし、お互いの嘘を許しあう。ホテルからの帰り道で、チョンスはヘナにプロポーズする。2人は一緒に韓国へ帰ることを決心する。
風俗のスカウトの正也（忍成修吾）は、家出少女の雛子（我妻三輪子）とホテル・アトラスに入室する。雛子の不幸な生い立ちを聞いた正也は、眠りについた彼女をその場に残し、この仕事から足を洗うために組織の元へ向かう。所持金を持たない雛子は、正也が退室したことによって、従業員控え室で正也の帰りを待つ羽目になる。その頃、正也はバッティングセンターで組織員たちから暴行を受けていた。無銭宿泊として従業員たちが警察への通報を検討する中、傷だらけの正也が雛子を迎えに戻ってくる。2人はファストフード店へ行き、山盛りのチキンナゲットを食べるという雛子の夢が叶えられる。
廊下で羞恥プレイを繰り広げているカップルに絡まれた徹は、業を煮やし、非常ベルを押す。客が一斉に部屋から出て来る。徹は今まで心に秘めていた思いをぶちまけて、自転車で夜の街へと走り出す。大通りを走っていた里美は、徹から自転車を譲り受け、感謝の言葉を述べて走り去る。途中で合流した里美と康夫は、街を自転車で駆けつづける。やがて、ビルの電光掲示板が時効成立の0時を指し、それを見た2人は抱き合って喜ぶ。
早朝の神社で、徹は境内の階段に腰掛けていた。そこへ沙耶がやって来るが、徹は振り返りもせずに沙耶を残して立ち去る。ひとり部屋に帰った沙耶は、ギターを爪弾きながら歌ううち、涙をこぼす。
徹は故郷の塩竈市へ向かうバスに乗り込む。そのバスには美優も乗っているが、2人はお互いの存在に気づいていない。バスは高速道路を走って行く。

## キャスト
- 高橋徹 - 染谷将太
- 飯島沙耶 - 前田敦子
- イ・ヘナ - イ・ウンウ
- アン・チョンス - ロイ
- 鈴木里美 - 南果歩
- 池沢康夫 - 松重豊
- 高橋美優 - 樋井明日香
- 福本雛子 - 我妻三輪子
- 早瀬正也 - 忍成修吾
- 藤田理香子 - 河井青葉
- 新城竜平 - 宮崎吐夢
- 久保田正志 - 田口トモロヲ
- 雨宮影久 - 村上淳
- 竹中一樹 - 大森南朋

## スタッフ
- 監督 - 廣木隆一
- 脚本 - 荒井晴彦、中野太
- 撮影 - 鍋島淳裕
- 照明 - 豊見山明長
- 美術 - 山本直輝
- 音楽 - つじあやの
- 録音 - 西條博介
- 編集 - 菊池純一
- 主題歌 - meg with SWEEP「Believe in love」
- 製作 - 久保忠佳、藤岡修
- 配給 - 東京テアトル
- 宣伝 - 東京テアトル／ミラクルヴォイス
- 制作 - ダブル・フィールド
- 製作 - 映画「さよなら歌舞伎町」製作委員会（ギャンビット、パピネット）

## 上映
2014年9月7日、第39回トロント国際映画祭「コンテンポラリー・ワールド・シネマ」部門にて上映された。10月6日、第19回釜山国際映画祭「アジア映画の窓」部門にて上映された。11月23日、第15回東京フィルメックスにて特別招待作品として上映された。日本では2015年1月24日に全国公開された。
2016年6月、イタリアのタッカー・フィルムの配給で『TOKYO LOVE HOTEL』のタイトルで公開。

## 評価
『Variety』のリチャード・カイパースは「いくつかの挿話はいささか感傷的すぎるが、ここには、好奇心をそそる状況に置かれた興味深い人物たちが描かれている」と指摘した。『Twitch Film』のクウェントン・ベレットは「廣木隆一の現代劇に充満する都会的な不安は本作でも見られるが、かわいらしさと過激な性表現をあわせもつ本作は、他の作品よりもはるかに親しみやすく、観客を満足させる」と評した。
『The Japan Times』のマーク・シリングは「いつもの通り、廣木は女性の主人公との仕事に手腕を発揮している」と述べた。『Film Business Asia』のデレク・エリーは、最も印象的な役者としてイ・ウンウを挙げ、「彼女とロイがお互いに秘密を打ち明ける浴室の場面は、本作で最も感動的である」と述べた。

### 受賞
- 第14回ニューヨーク・アジア映画祭・ライジングスター賞（2015年） - 染谷将太[11]
- 第37回ヨコハマ映画祭（2016年）[12]
  - 助演女優賞（河井青葉、『お盆の弟』と合わせて受賞）
  - 日本映画ベストテン・第10位
- 第25回日本映画プロフェッショナル大賞（2016年）[13]
  - 主演男優賞（染谷将太、『ソレダケ / that’s it』と合わせて）